# جيفوين ميشيتش
جيفوين ميشيتش (Živojin Mišić؛ ، ميونيكا، 19 يوليو - بلغراد، 20 يناير 1921) جنرال صربي. وصل أيضاً لرتبة فويفودا (المارشال)، مشاركاً في جميع الحروب الصربية 1876-1918 (حروب البلقان والحرب العالمية الأولى).
على وجه الخصوص ، قاد القوات الصربية خلال معركة دوبرو بولي، والتي أدت إلى الهزيمة النهائية لمملكة بلغاريا وخروجها من الحرب العالمية الأولى.